# Маршанское
Маршанское — село в Каргатском районе Новосибирской области. Административный центр Маршанского сельсовета. До 1980-х гг. именовалось как село Маршанка.

## География
Площадь села — 119 гектаров. 

## Население
| 2002 | 2007 | 2010 |
| ---- | ---- | ---- |
| 952  | ↘844 | ↘764 |

## Инфраструктура
В селе по данным на 2007 год функционируют 1 учреждение здравоохранения, 2 образовательных учреждения.
- КФХ "Русское поле"

## Личности
- Бирюляев, Фёдор Васильевич (р.в 1931) — Герой Социалистического Труда
- Головачёва, Анастасия Дмитриевна (1926—2010) — Герой Социалистического Труда